# Rustam Chabilov
Rustam Chabilov (ryska: Рустам Микаилович Хабилов; kumykiska: Rustam Habil Mikailni ulanı, Рустам Гьабил Микаилны уланы), född 4 november 1986 i Machatjkala, är en rysk MMA-utövare av kumykiskt ursprung som 2012-2019 tävlade i organisationen Ultimate Fighting Championship och sedan 2020 tävlar i Bellator.